# Beighton, South Yorkshire
Beighton är en ort i distriktet City of Sheffield, i Storbritannien. Den ligger i grevskapet South Yorkshire och riksdelen England, i den sydöstra delen av landet, 220 km norr om huvudstaden London. Beighton ligger 52 meter över havet och antalet invånare är 10 914. Beighton var en civil parish fram till 1967 när blev den en del av Sheffield, Eckington, Aston cum Aughton, Wales och Killamarsh. Civil parish hade 23 056 invånare år 1961. Byn nämndes i Domedagsboken (Domesday Book) år 1086, och kallades då Bectune.
Terrängen runt Beighton är huvudsakligen platt. Beighton ligger nere i en dal som går i nord-sydlig riktning. Runt Beighton är det tätbefolkat, med 442 invånare per kvadratkilometer. Närmaste större samhälle är Sheffield, 10,4 km nordväst om Beighton. Trakten runt Beighton består till största delen av jordbruksmark.